# Pippuhana donaldi
Pippuhana donaldi là một loài nhện trong họ Anyphaenidae.
Loài này thuộc chi Pippuhana. Pippuhana donaldi được Arthur Merton Chickering miêu tả năm 1940.